# Intersnack
Die Intersnack Group GmbH & Co. KG mit Sitz in Düsseldorf ist ein Hersteller salziger Snacks für Marken und Handelsmarken. In Deutschland ist die Intersnack Deutschland SE mit Sitz in Köln für das operative Geschäft zuständig. Zu den im deutschen Markt bekannten Marken gehören funny-frisch, Chio, Pom-Bär und ültje. Das Unternehmen ist Teil der familiengehaltenen, in Köln ansässigen Pfeifer-&-Langen-Gruppe.

## Entwicklung und Situation in Deutschland

### Geschichte von 1962 bis 1995
1962 begann die Unternehmerfamilie von Opel mit der Produktion von Kartoffelchips in Petersau. Aus den Anfangsbuchstaben der Gründer setzt sich der Name der Marke Chio zusammen (Carlo, Heinz und Irmgard von Opel). Sechs Jahre später gründete das Kölner Zuckerunternehmen Pfeifer & Langen die Firma Chipsfrisch. Dieses Tochterunternehmen fusionierte 1972 mit dem Teilbereich für salzige Snacks des Münchener Lebensmittelproduzenten Pfanni. Für das gemeinsame Sortiment wurde die Marke funny-frisch kreiert. Durch Fusion entstand 1977 das Unternehmen Convent, das die Marken Chio und funny-frisch führte.
Das Unternehmen Josef Wolf GmbH & Co. KG, (Wolf Bergstraße) wurde 1905 in Darmstadt-Eberstadt als Bäckerei gegründet. 1967 etablierte dieses südhessische Unternehmen die Marke goldfischli durch Kauf einer Lizenz und anschließend der Markenrechte von Kambly, einem Schweizer Anbieter;
20 Jahre später kreierte es die Marke Pom-Bär. 1995 entstand aus dem Zusammenschluss der Convent-Gruppe und der Josef Wolf GmbH & Co. KG das Unternehmen Intersnack.

### Ab 1995
Im August 1997 schätzte die Fachzeitschrift Lebensmittel Zeitung den Umsatz von Intersnack auf eine Milliarde DM; den Umsatz im Inland taxierte sie auf 70 Prozent. Damals organisierten Convent und Wolf unter dem Dach der Holding Intersnack Knabber-Gebäck GmbH & Co. KG ihre Inlandsgeschäfte separat. Zum 1. Januar 2000 wurden Convent und Wolf operativ zusammengelegt.
Ende 2002 und Anfang 2003 litten die Anbieter von Kartoffelchips in Deutschland unter der Debatte über Acrylamid in Lebensmitteln. Auch Intersnack büßte Umsätze ein, erholte sich davon jedoch rasch. Die Einführung von Ofenchips (2003) verstand Intersnack unter anderem als eine Antwort auf die Acrylamid-Debatte. Durch die Integration der The Nut Company 2008 wuchs das Markenportfolio von Intersnack um ültje.
Seit 2011 ist Roland Stroese Sprecher der Geschäftsleitung der Intersnack Deutschland SE. Im Jahr darauf erwarb Intersnack die Spreeback GmbH. 2015 nahm Aldi Intersnack-Markenprodukte in sein Sortiment auf. Andere Lebensmitteleinzelhändler forderten daraufhin reduzierte Einstandspreise. Nach intensiven Verhandlungen einigte man sich mit allen Kunden, unter anderem mit Edeka und dessen Discounter, Netto, Mitte 2016.  2019 gab Intersnack seinen Standort in Cloppenburg auf. Im Mai 2020 kündigten die Intersnack Knabber-Gebäck GmbH & Co. KG und die ültje GmbH an, ihre Aktivitäten im Marketing und Vertrieb zu bündeln.

### Gegenwärtige Situation in Deutschland
Sitz der Zentrale von Intersnack Deutschland SE ist Köln. Produziert wird in Deutschland an fünf Standorten: Alsbach, Petersau bei Frankenthal, Olsberg, Schwerte und Wevelinghoven. Die wichtigsten Marken sind funny-frisch, Chio, Pom-Bär und Tyrrells sowie aus dem Bereich der Nuss-Snacks ültje, das seit 2008 zu den Marken von Intersnack gehört.
Traditionell stellt Intersnack auch Handelsmarken her. Das Unternehmen setzt hier unter anderem auf das 1896 von Harry Trüller gegründete Unternehmen Trüller, nunmehr The Snack & Nut Company GmbH. Zu den wichtigsten Wettbewerbern im deutschen Markt zählen The Lorenz Bahlsen Snack-World und PepsiCo.

### Sponsoring und Testimonials
Chio sponserte 1972 den Fußball-Regionalligisten SV Waldhof Mannheim. Dieser nannte sich daraufhin Chio Waldhof Mannheim 07 und von 1975 bis 1978 SV Chio Waldhof 07.
In den Spielzeiten 2003/04 und 2004/05 warb Intersnack mit seiner Marke funny-frisch auf den Trikots des 1. FC Köln. Im Anschluss daran betätigte sich das Unternehmen bei diesem Fußballclub als Premium-Sponsor mit der Möglichkeit zur Bandenwerbung.
Von Anfang 2004 bis Ende 2013 gestaltete Intersnack gemeinsam mit der Deutschen Sporthochschule Köln das Projekt Fit am Ball. Die Initiative unterstützte den Schulsport in über 2000 Schulen und Freizeitgruppen materiell sowie didaktisch. Im Vorfeld der Fußball-Weltmeisterschaft 2010 in Südafrika wurde diese Initiative zur Aktion Fit am Ball Africa erweitert, um mit Spenden Schul- und Bildungsprojekte in afrikanischen Ländern zu fördern.
Intersnack engagierte sich zudem für das Lesen. Seit 2003 beteiligte sich das Unternehmen an der Kampagne Deutschland liest vor. Im Raum Köln trat es seit 2004 als Hauptsponsor der Kölner Lesewelten auf, die von Kölner Ehrenamtlichen sowie der Stadtbibliothek Köln durchgeführt wurden. Von 2006 bis 2013 unterstützte das Unternehmen den Deutschen Vorlesepreis.
Bastian Schweinsteiger fungiert seit 2011 als Testimonial für funny-frisch. 2017 trat Lukas Podolski an seine Seite. Das Unternehmen ist seit Ende 2018 Sponsor des E-Sportler-Teams Fokus Clan, das in der Fußballsimulation FIFA antritt. Seit 2019 werben Patrick „Coach“ Esume und Christoph „Icke“ Dommisch für Chio Tortillas. Zudem präsentiert Chio den American-Football-Podcast Football Bromance. Von 2021 bis 2022 war Chio Ligensponsor der European League of Football.

## Internationale Entwicklung und Lage

### Entwicklung
Ab der zweiten Hälfte der 1990er Jahre baute das Unternehmen die Auslandsaktivitäten deutlich aus. Zu diesem Zeitpunkt verfügte die Gruppe bereits über Produktionsstätten und Vertriebsgesellschaften im Ausland. Dazu zählten Werke in Ungarn, Tschechien, der Slowakei, Polen und Großbritannien. Zudem existierten Absatzniederlassungen in Österreich, der Schweiz, Frankreich und Slowenien. In weiteren europäischen Ländern wurden die Intersnack-Produkte über rechtlich unabhängige Händler vertrieben. 1998 vereinbarte Intersnack eine Kooperation mit Vico, dem Marktführer für Kartoffelchips in Frankreich.
Ab 2005 verfügte Intersnack auch über Werke in Rumänien und Bulgarien. Ein Jahr später einigten sich Lorenz und Intersnack auf einen internationalen Deal: Intersnack erwarb das Frankreich-Geschäft seines Wettbewerbers und verkaufte diesem im Gegenzug seine polnische Tochtergesellschaft. Den österreichischen Marktführer Kelly erwarb die Gruppe 2007. Im März des Folgejahres genehmigte die Bundeswettbewerbsbehörde den Kauf. 2007 erwarb Intersnack ebenfalls einen Minderheitsanteil von Largo (heute Tayto), einem Anbieter auf dem irischen Markt. 2011 wurde dieser Anteil auf 51 Prozent erhöht.
2008 wurde aus der Atrium Knabber-Gebäck GmbH & Co. KG durch Umfirmierung die Intersnack Group GmbH & Co. KG. Zugleich wurde der Sitz dieser Gesellschaft von Köln nach Düsseldorf verlegt.
Im Dezember 2012 übernahm Intersnack das britische Unternehmen KP Snacks von United Biscuits für geschätzte 500 Millionen Pfund. Dieser Kauf war nach Eigenangaben die bis dahin bedeutendste Akquisition in der bisherigen Unternehmensgeschichte. Der Erwerb von Estrella Maarud folgte 2014. Damit verbesserte Intersnack seine Position in Skandinavien und im Baltikum. Den britischen Chips-Hersteller Tyrrells übernahm die Gruppe 2018.

### Gegenwart
Neben der Intersnack Knabber-Gebäck GmbH & Co. KG sind weitere Tochtergesellschaften der Intersnack Group GmbH & Co. KG für die operativen Geschäfte in Europa zuständig. Sie befassen sich mit Chips, Nussprodukten, Extruder- und Pelletprodukten, Laugengebäck, Crackern, Salzgebäck, Popcorn und Vorprodukten für die Lebensmittelbranche. Im europäischen Markt für salzige Snacks gilt Intersnack nach PepsiCo als Nummer zwei.
Der Konzernabschluss 2017 listet 87 Unternehmen auf, die konsolidiert werden. Die Unternehmensgruppe führt europaweit rund 30 Marken.